# Tour Zital
La tour Zital est un gratte-ciel située dans le quartier d'Ankorondrano de l'arrondissement Tsiazotafo à Antananarivo en Madagascar.

## Description
Située à proximité du lac Masay, la tour abrite entre-autres la délégation de l'union européenne et ambassade du Royaume-Uni ou le siège d'Air France.
La tour Zital est accessible par la route des hydrocarbures et par la N 65.

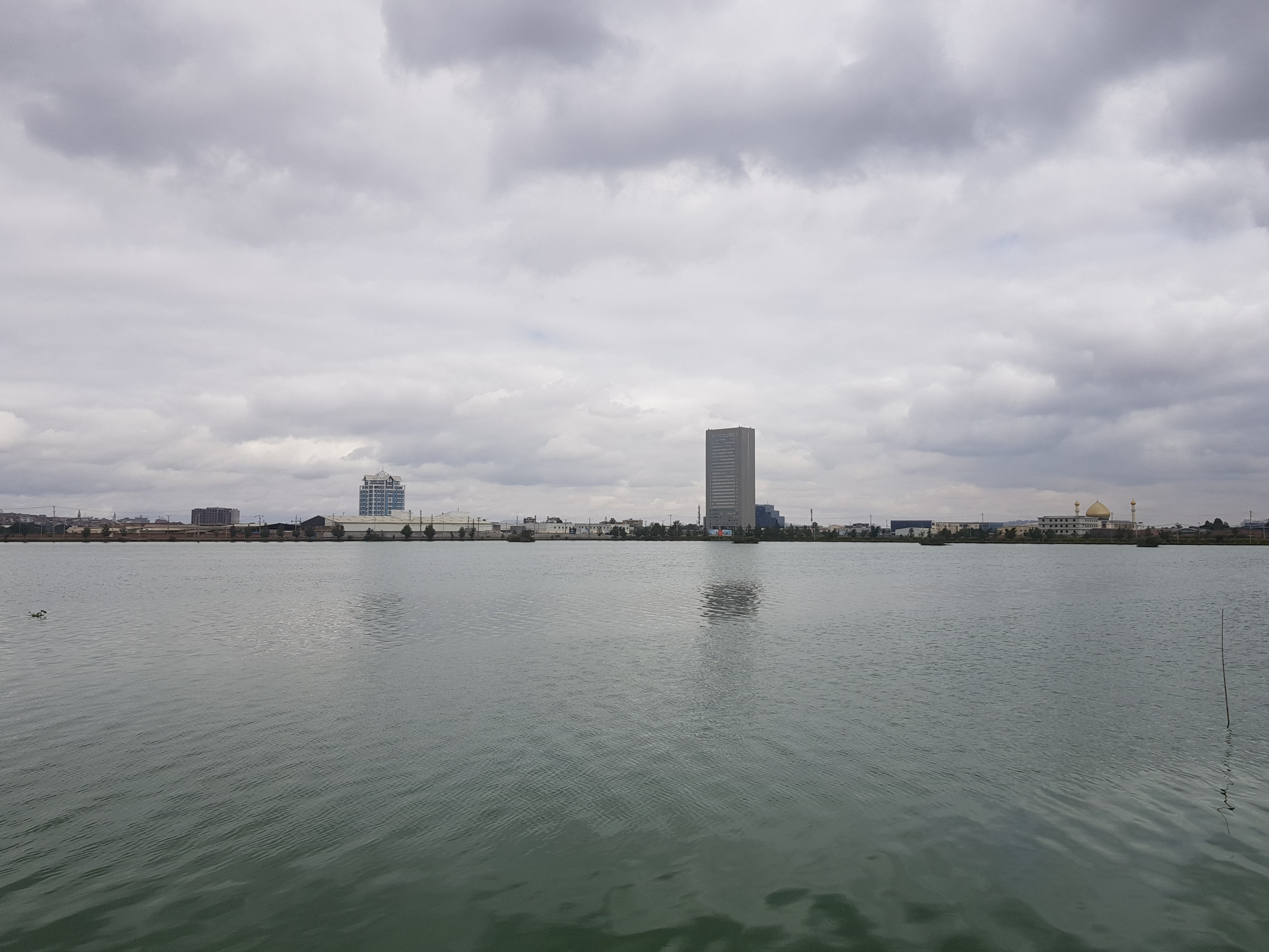
La tour Zital, à gauche derrière le lac Masay,